# Liga de Diamante 2013
La Liga de Diamante 2013 fue la cuarta edición del evento organizado por la IAAF, que entregó el Trofeo de diamante a cada uno de los atletas que acumuló más puntos en las 32 disciplinas atléticas repartidas en ramas masculina y femenina, después de catorce fechas alrededor del mundo. Fueron siete las ocasiones en las que cada prueba otorgó puntos a lo largo de la temporada.

## Reglas de la competición
A continuación las reglas para el otorgamiento de puntos y premios de los ganadores:
- Cada prueba otorga puntos en siete reuniones en toda la temporada.
- Los puntos para cada reunión son: 4 para el primer lugar; 2 para el segundo y 1 para el tercero. La última reunión otorga el doble de puntos.
- El atleta que acumule más puntos al final de la temporada es el ganador absoluto de la prueba; en caso de empate el ganador se decidirá por el que haya logrado el mayor número de victorias, y si todavía persiste la igualdad, el ganador será decidido por el resultado de la última reunión.
- Para ser el ganador absoluto de una prueba es necesaria la participación del atleta en la última reunión.
- En la final de cada prueba, en cada reunión, los participantes se harán acreedores a los siguientes premios en efectivo: $10.000 para el primer lugar; $6.000 para el segundo; $4.000 para el tercero; $3.000 para el cuarto; $2.500 para el quinto; $2.000 para el sexto; $1.500 para el séptimo y $1.000 para el octavo.
- El ganador absoluto de la prueba se hace acreedor al Trofeo de diamante más $40.000 en efectivo.

## Calendario
| Fecha            | Nombre                                  | Estadio                        | Ciudad      | País           |
| ---------------- | --------------------------------------- | ------------------------------ | ----------- | -------------- |
| 10 de mayo       | Doha Diamond League                     | Estadio Qatar SC               | Doha        | Catar          |
| 18 de mayo       | Shanghai Golden Grand Prix              | Estadio de Shanghái            | Shanghái    | China          |
| 25 de mayo       | Adidas Grand Prix                       | Icahn Stadium                  | Nueva York  | Estados Unidos |
| 1 de junio       | Prefontaine Classic                     | Hayward Field                  | Eugene      | Estados Unidos |
| 6 de junio       | Golden Gala                             | Estadio Olímpico de Roma       | Roma        | Italia         |
| 13 de junio      | ExxonMobile Bislett Games               | Bislett Stadion                | Oslo        | Noruega        |
| 30 de junio      | British Athletics Birmingham Grand Prix | Birmingham Alexander Stadium   | Birmingham  | Reino Unido    |
| 4 de julio       | Athletissima                            | Stade Olympique de la Pontaise | Lausana     | Suiza          |
| 6 de julio       | Meeting Areva                           | Stade de France                | Saint-Denis | Francia        |
| 19 de julio      | Herculis                                | Stade Louis II                 | Mónaco      | Mónaco         |
| 26 & 27 de julio | British Ahtletics London Grand Prix     | Estadio Olímpico de Londres    | Londres     | Reino Unido    |
| 22 de agosto     | DN Galan                                | Estadio Olímpico de Estocolmo  | Estocolmo   | Suecia         |
| 29 de agosto     | Weltklasse Zürich                       | Letzigrund Stadium             | Zúrich      | Suiza          |
| 6 de septiembre  | Memorial van Damme                      | Estadio Rey Balduino           | Bruselas    | Bélgica        |

|  |                  |
|  | Próxima reunión. |

## Posiciones

### Hombres
Nota: En la parte inferior de cada tabla se indican las estadísticas del ganador de cada prueba atlética, las cuales corresponden a posición, marca y sede en la que se desarrolló cada evento en el que obtuvo puntos de manera sucesiva según el calendario.
| Pos. | Atleta          | Pts. |
| ---- | --------------- | ---- |
| 1    | Justin Gatlin   | 14   |
| 2    | Usain Bolt      | 10   |
| 3    | Nesta Carter    | 5    |
| 4    | Nickel Ashmeade | 4    |
| 5    | Mike Rodgers    | 3    |
| 6    | Jimmy Vicaut    | 2    |

| Pos. | Atleta              | Pts. |
| ---- | ------------------- | ---- |
| 1    | Warren Weir         | 18   |
| 2    | Nickel Ashmeade     | 8    |
| 3    | Serhiy Smelyk       | 4    |
| 4    | Walter Dix          | 4    |
| 5    | Jaysuma Saidy Ndure | 4    |
| 6    | Rasheed Dwyer       | 1    |
| 7    | James Ellington     | 1    |

| Pos. | Atleta               | Pts. |
| ---- | -------------------- | ---- |
| 1    | LaShawn Merritt      | 20   |
| 2    | Kirani James         | 18   |
| 3    | Yousef Ahmed Masrahi | 4    |
| 4    | Pavel Maslák         | 3    |
| 5    | Luguelín Santos      | 3    |
| 6    | Jonathan Borlée      | 1    |
| 7    | Nigel Levine         | 1    |

| Pos. | Atleta             | Pts. |
| ---- | ------------------ | ---- |
| 1    | Mohammed Aman      | 22   |
| 2    | Duane Solomon      | 4    |
| 3    | Nick Symmonds      | 4    |
| 4    | Andrew Osagie      | 3    |
| 5    | Ferguson Cheruiyot | 2    |
| 6    | Marcin Lewandowski | 1    |
| 7    | Timothy Kitum      | 1    |

| Pos. | Atleta                 | Pts. |
| ---- | ---------------------- | ---- |
| 1    | Ayanleh Souleiman      | 18   |
| 2    | Silas Kiplagat         | 14   |
| 3    | Asbel Kiprop           | 6    |
| 4    | Nixon Chepseba         | 5    |
| 5    | Augustin Kiprono Choge | 4    |
| 6    | Mekonnen Gebremedhin   | 2    |
| 7    | Collins Cheboi         | 1    |
| 8    | Leonel Manzano         | 1    |

| Pos. | Atleta              | Pts. |
| ---- | ------------------- | ---- |
| 1    | Yenew Alamirew      | 19   |
| 2    | Hagos Gebrhiwet     | 15   |
| 3    | Edwin Cheruiyot Soi | 4    |
| 4    | Bernard Lagat       | 4    |
| 5    | Thomas Longosiwa    | 2    |
| 6    | Albert Rop          | 2    |
| 7    | Isiah Koech         | 2    |
| 8    | Muktar Edris        | 1    |

| Pos. | Atleta                      | Pts. |
| ---- | --------------------------- | ---- |
| 1    | Conseslus Kipruto           | 15   |
| 2    | Hillary Kipsang Yego        | 14   |
| 3    | Ezekiel Kemboi              | 6    |
| 4    | Jairus Birech               | 5    |
| 5    | Paul Koech                  | 5    |
| 6    | Brimin Kipruto              | 4    |
| 7    | Gilbert Kirui               | 4    |
| 8    | Mahiedine Mekhissi-Benabbad | 3    |

| Pos. | Atleta           | Pts. |
| ---- | ---------------- | ---- |
| 1    | David Oliver     | 18   |
| 2    | Jason Richardson | 6    |
| 3    | Ryan Wilson      | 6    |
| 4    | Aries Merritt    | 4    |
| 5    | Sergey Shubenkov | 3    |
| 6    | William Charman  | 3    |
| 7    | Artur Noga       | 1    |

| Pos. | Atleta          | Pts. |
| ---- | --------------- | ---- |
| 1    | Javier Culson   | 15   |
| 2    | Jehue Gordon    | 12   |
| 3    | Michael Tinsley | 9    |
| 4    | Omar Cisneros   | 4    |
| 5    | Mamadou Hanne   | 2    |
| 6    | Rhys Williams   | 2    |

| Pos. | Atleta               | Pts. |
| ---- | -------------------- | ---- |
| 1    | Bohdan Bondarenko    | 26   |
| 2    | Mutaz Essa Barshim   | 13   |
| 3    | Konstadínos Baniótis | 4    |
| 4    | Derek Drouin         | 1    |
| 5    | Aleksandr Shustov    | 1    |
| 6    | Robert Grabarz       | 1    |

| Pos. | Atleta                 | Pts. |
| ---- | ---------------------- | ---- |
| 1    | Renaud Lavillenie      | 22   |
| 2    | Konstadínos Filippídis | 13   |
| 3    | Augusto de Oliveira    | 3    |
| 4    | Björn Otto             | 3    |
| 5    | Jan Kudlicka           | 2    |

| Pos. | Atleta                 | Pts. |
| ---- | ---------------------- | ---- |
| 1    | Aleksandr Menkov       | 18   |
| 1    | Zarck Visser           | 8    |
| 7    | Godfrey Khotso Mokoena | 6    |
| 5    | Christopher Tomlinson  | 3    |
| 5    | Luis Rivera            | 3    |
| 9    | Eusebio Cáceres        | 1    |

| Pos. | Atleta               | Pts. |
| ---- | -------------------- | ---- |
| 1    | Christian Taylor     | 23   |
| 2    | Teddy Tamgho         | 13   |
| 3    | Pedro Pichardo       | 5    |
| 4    | Will Claye           | 1    |
| 5    | Yoann Rapinier       | 1    |
| 6    | Gaëtan Saku Bafuanga | 1    |
| 7    | Aleksey Fedorov      | 1    |

| Pos. | Atleta          | Pts. |
| ---- | --------------- | ---- |
| 1    | Ryan Whiting    | 18   |
| 2    | Reese Hoffa     | 9    |
| 3    | David Storl     | 6    |
| 4    | Cory Martin     | 3    |
| 4    | Dylan Armstrog  | 3    |
| 6    | Germán Lauro    | 2    |
| 7    | Ladislav Prašil | 1    |

| Pos. | Atleta            | Pts. |
| ---- | ----------------- | ---- |
| 1    | Gerd Kanter       | 16   |
| 2    | Piotr Małachowski | 14   |
| 3    | Robert Harting    | 12   |
| 4    | Ehsan Haddadi     | 9    |
| 5    | Martin Wierig     | 3    |
| 6    | Robert Urbanek    | 2    |

| Pos. | Atleta              | Pts. |
| ---- | ------------------- | ---- |
| 1    | Vítezslav Veselý    | 18   |
| 2    | Tero Pitkämäki      | 16   |
| 3    | Andreas Thorkildsen | 8    |
| 4    | Kim Amb             | 4    |
| 5    | Dmitri Tarabin      | 4    |
| 6    | Antii Ruuskanen     | 2    |
| 7    | Ari Mannio          | 2    |
| 8    | Thomas Röhler       | 1    |

### Mujeres
| Pos. | Atleta                  | Pts. |
| ---- | ----------------------- | ---- |
| 1    | Shelly-Ann Fraser-Pryce | 20   |
| 2    | Alexandria Anderson     | 6    |
| 3    | Kerron Stewart          | 4    |
| 4    | Bárbara Pierre          | 3    |
| 5    | Carrie Russell          | 2    |

| Pos. | Atleta                  | Pts. |
| ---- | ----------------------- | ---- |
| 1    | Shelly-Ann Fraser-Pryce | 15   |
| 2    | Murielle Ahouré         | 12   |
| 3    | Mariya Ryemyen          | 6    |
| 4    | Ivet Lalova             | 2    |
| 5    | Tiffany Townsend        | 2    |

| Pos. | Atleta                 | Pts. |
| ---- | ---------------------- | ---- |
| 1    | Amantle Montsho        | 24   |
| 2    | Natasha Hastings       | 11   |
| 3    | Francena McCorory      | 8    |
| 4    | Christine Ohuruogu     | 5    |
| 5    | Antonina Krivoshapka   | 2    |
| 6    | Stephanie McPherson    | 2    |
| 7    | Novlene Williams-Mills | 2    |

| Pos. | Atleta                 | Pts. |
| ---- | ---------------------- | ---- |
| 1    | Eunice Jepkoech Sum    | 12   |
| 2    | Malika Akkaoui         | 6    |
| 3    | Ekaterina Poistogova   | 4    |
| 4    | Mariya Savinova        | 4    |
| 5    | Alysia Johnson Montano | 3    |
| 6    | Nataliia Lupu          | 2    |
| 7    | Ajee Wilson            | 1    |

| Pos. | Atleta             | Pts. |
| ---- | ------------------ | ---- |
| 1    | Abeba Aregawi      | 28   |
| 2    | Hellen Obiri       | 6    |
| 3    | Jennifer Simpson   | 5    |
| 4    | Mercy Cherono      | 4    |
| 5    | Sifan Hassan       | 2    |
| 6    | Ekaterina Shermina | 1    |
| 7    | Siham Hilali       | 1    |

| Pos. | Atleta             | Pts. |
| ---- | ------------------ | ---- |
| 1    | Meseret Defar      | 18   |
| 2    | Tirunesh Dibaba    | 12   |
| 3    | Mercy Cherono      | 6    |
| 4    | Genzebe Dibaba     | 5    |
| 5    | Viola Kibiwot      | 3    |
| 6    | Gabrielle Anderson | 2    |
| 7    | Molly Huddle       | 1    |

| Pos. | Atleta               | Pts. |
| ---- | -------------------- | ---- |
| 1    | Milcah Chemos Cheywa | 20   |
| 2    | Lydia Chepkirui      | 12   |
| 3    | Sofía Assefa         | 12   |
| 4    | Iwot Ayalew          | 8    |
| 5    | Etenesh Diro         | 3    |
| 6    | Fancy Cherotich      | 1    |

| Pos. | Atleta         | Pts. |
| ---- | -------------- | ---- |
| 1    | Dawn Harper    | 24   |
| 2    | Kellie Wells   | 7    |
| 3    | Tiffany Porter | 5    |
| 4    | Sally Pearson  | 4    |
| 5    | Cindy Billaud  | 2    |

| Pos. | Atleta           | Pts. |
| ---- | ---------------- | ---- |
| 1    | Zuzana Hejnová   | 32   |
| 2    | Kaliese Spencer  | 7    |
| 3    | Denisa Rosolová  | 2    |
| 4    | Dalilah Muhammad | 2    |

| Pos. | Atleta             | Pts. |
| ---- | ------------------ | ---- |
| 1    | Svetlana Shikolina | 20   |
| 2    | Anna Chicherova    | 17   |
| 3    | Emma Green         | 6    |
| 4    | Maria Kuchina      | 1    |

| Pos. | Atleta                 | Pts. |
| ---- | ---------------------- | ---- |
| 1    | Silke Spiegelburg      | 17   |
| 2    | Yarisley Silva         | 13   |
| 3    | Fabiana Murer          | 10   |
| 4    | Jennifer Suhr          | 7    |
| 5    | Mary Saxer             | 2    |
| 5    | Nikoléta Kiriakopoúlou | 2    |

| Pos. | Atleta            | Pts. |
| ---- | ----------------- | ---- |
| 1    | Shara Proctor     | 17   |
| 2    | Blessing Okagbare | 14   |
| 3    | Britney Reese     | 10   |
| 4    | Ivana Śpanovic    | 2    |
| 5    | Darya Klishina    | 2    |
| 6    | Yelena Sokolova   | 1    |

| Pos. | Atleta                  | Pts. |
| ---- | ----------------------- | ---- |
| 1    | Caterine Ibargüen       | 28   |
| 2    | Olha Saladuha           | 11   |
| 3    | Kimberly Williams       | 7    |
| 4    | Hanna Knyazyeva-Minenko | 4    |
| 5    | Anna Pyatykh            | 1    |
| 6    | Irina Gumenyuk          | 1    |

| Pos. | Atleta              | Pts. |
| ---- | ------------------- | ---- |
| 1    | Valerie Adams       | 24   |
| 2    | Christina Schwanitz | 12   |
| 3    | Michelle Carter     | 8    |
| 4    | Evgeniia Kolodko    | 4    |
| 5    | Nadine Kleinert     | 3    |

| Pos. | Atleta               | Pts. |
| ---- | -------------------- | ---- |
| 1    | Sandra Perković      | 32   |
| 2    | Gia Lewis-Smallwood  | 9    |
| 3    | Yarelys Barrios      | 6    |
| 4    | Zinaida Sendriuté    | 4    |
| 5    | Mélina Robert-Michon | 3    |
| 6    | Ana Rüh              | 2    |

| Pos. | Atleta              | Pts. |
| ---- | ------------------- | ---- |
| 1    | Christina Obergföll | 25   |
| 2    | María Abakumova     | 18   |
| 4    | Linda Stahl         | 4    |
| 6    | Sunette Viljoen     | 2    |